# Liste der Stolpersteine in Zaberfeld
In der Liste der Stolpersteine in Zaberfeld sind alle vier Gedenksteine aufgeführt, die in Zaberfeld im Rahmen des Stolpersteine-Projekts des Künstlers Gunter Demnig am 16. September 2015 am Löweneck verlegt wurden. Auf Initiative des Zabergäuvereins sowie des Heimatforschers Wolfgang Schönfeld hatte der Gemeinderat am 16. Dezember 2014 der Verlegeaktion zugestimmt.
Zaberfeld hatte als einzige Kommune im Zabergäu eine jüdische Gemeinde, die seit der Mitte des 18. Jahrhunderts bestand. In der Zeit des Nationalsozialismus fanden nach Angaben der Gemeinde Zaberfeld sieben verfolgte jüdische Mitbürger den Tod. Das Gedenkbuch des deutschen Bundesarchivs verzeichnet 12 in Zaberfeld geborene jüdische Bürger, die dem Völkermord des nationalsozialistischen Regimes zum Opfer fielen.

## Liste
Zusammengefasste Adressen von Verlegeorten zeigen an, dass mehrere Stolpersteine an einem Ort verlegt wurden. Die Tabelle ist teilweise sortierbar; die Grundsortierung erfolgt alphabetisch nach dem Verlegeort. Die Spalte Person, Inschrift wird nach dem Namen der Person alphabetisch sortiert.
| Bild | Person, Inschrift | Verlegeort                   | Verlegedatum  | Information                                                                                              |
| ---- | --- | ---------------------------- | ------------- | --- |
|      | HIER WOHNTE PAULA WARSCHAWSKY JG. 1921 ‚POLENAKTION‘ 1938 BENTSCHEN/ZBASZYN GHETTO WARSCHAU ERMORDET IM BESETZTEN POLEN  | Michelbacher Straße 1 (Lage) | 16. Sep. 2015 | Zu Paula Warschawsky existiert ein Eintrag im Gedenkbuch des deutschen Bundesarchivs.                    |
|      | HIER WOHNTE HEDWIG WARSCHAWSKY JG. 1883 ‚POLENAKTION‘ 1938 BENTSCHEN/ZBASZYN GHETTO WARSCHAU ERMORDET IM BESETZTEN POLEN | Michelbacher Straße 1 (Lage) | 16. Sep. 2015 | Zu Hedwig Warschawsky, geborene Jordan, existiert ein Eintrag im Gedenkbuch des deutschen Bundesarchivs. |
|      | HIER WOHNTE PAULINE JORDAN JG. 1877 DEPORTIERT 1942 IZBICA ERMORDET                                                      | Michelbacher Straße 1 (Lage) | 16. Sep. 2015 | Zu Pauline Jordan existiert ein Eintrag im Gedenkbuch des deutschen Bundesarchivs.                       |
|      | HIER WOHNTE FANNY JORDAN JG. 1855 DEPORTIERT 1942 THERESIENSTADT ERMORDET 23.9.1942                                      | Michelbacher Straße 1 (Lage) | 16. Sep. 2015 | Zu Fanny Jordan, geborene Kaufmann, existiert ein Eintrag im Gedenkbuch des deutschen Bundesarchivs.     |